# Talleyrand-Périgordové
Dynastie Talleyrand-Périgord byl francouzský šlechtický rod. Zřejmě nejznámějším členem tohoto rodu byl Charles Maurice de Talleyrand-Périgord (1754–1838), francouzský politik a diplomat. Smrtí posledního člena rodu, Heleny Violetty de Talleyrand-Périgord v roce 2003 rod vymřel.

## Původ

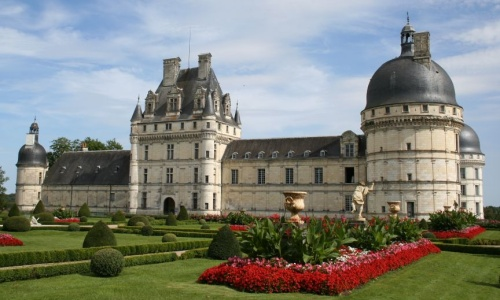
Zámek Valençay byl v držení rodu v letech 1803 až 1952

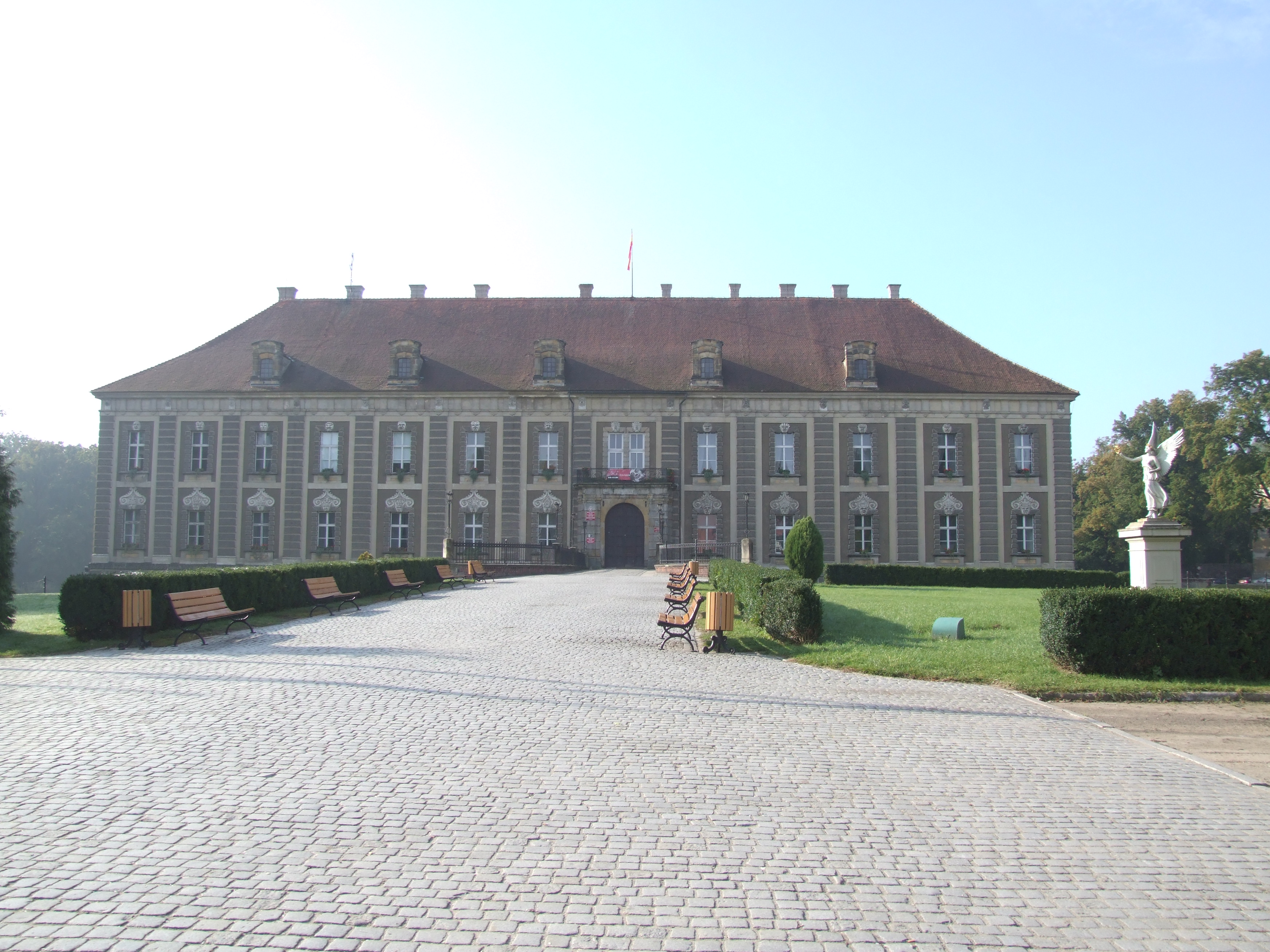
Vévodský palác ve slezské Zaháni, patřil rodu v letech 1842 až 1945

Kadetskou větev rodu suverénních hrabat z Périgordu zložil Boso I., hrabě z la Marche, jenž převzal jméno rozrodu z Périgordu, patřící dříve těmto hrabatům. Prvním členem rodu s tímto jménem byl Hélie de Talleyrand, který žil v době kolem roku 1100.
Jejich rodové motto znělo „Re que Diou“ („Nic než Bůh“). Jeden z nejstarších příslušníků rodu byl významným šlechticem Francouzského království a účastnil se volby Hugo Kapeta na král Francie. K této události se váže pověst, podle níž se Kapet zeptal Bosona: „Mais qui donc t'as fait comte ?“ („Kdo tě učinil hrabětem?“), na což ten odpověděl „Ceux là même qui t'ont fait Roi“ („Týž, který tebe učinil králem“). Rod Périgordů se od té doby považoval za rovné králům.
Rod vlastnil zámek Valençay.

## Významní členové rodu
- Hélie de Talleyrand-Périgord (1301–1364), kardinál a biskup v Auxerre
- Jindřich z Talleyrand-Périgordu (1599–1626), hrabě ze Chalais
- Alexandre-Angélique de Talleyrand-Périgord (1736–1821), kardinál a arcibiskup pařížský
- Karel Mořic z Talleyrand-Périgordu (1754–1838), kníže beneventský a pozdější kníže z Talleyrandu
- Edmond de Talleyrand-Périgord (1787–1872), napoleonský generál
- Dorothea Kuronská (1793–1862), manželka Edmonda, filantropka, existuje hypotéza, že by mohla být matkou Boženy Němcové
- Ludvík z Talleyrand-Périgordu (1811–1898), voják a politik
- Boson de Talleyrand-Périgord
- Hélie de Talleyrand-Périgord, vévoda zaháňský (1859–1937), kníže a vévoda zaháňský